# Françoise Hardy
Françoise Hardy (Parijs, 17 januari 1944 – Neuilly-sur-Seine, 11 juni 2024) was een Franse zangeres en actrice.

## Biografie
Haar moeder werkte als assistent-accountant en haar vader was manager bij een fabriek die rekenmachines produceerde. Françoise en haar jongere zus Michèle (achttien maanden jonger) werden alleen door hun moeder opgevoed, aangezien hun vader al getrouwd was en als bigamist het bestaan van zijn twee dochters geheim hield voor zijn wettige echtgenote. De jeugd van Françoise Hardy speelde zich af in een tweekamerappartement aan de rue d'Aumale 24, in het 9e arrondissement van Parijs, met een moeder wier meisjesnaam zij droeg. In één kamer sliepen Françoise en haar zus, in de eetkamer sliep haar moeder. 
Op verzoek van haar moeder gaf haar vader Françoise een gitaar als beloning voor het slagen voor haar eindexamen in juni 1961. Daarvoor had Françoise geprobeerd liedjes te componeren. Op zoek naar zichzelf en een beroep dat verband hield met haar muzikale omgeving, ging ze naar de particuliere muziekschool Petit Conservatoire Mireille Artuche. Terwijl ze het conservatorium bezocht, ging Françoise, op advies van haar moeder naar de Universiteit van Parijs om te studeren aan de Faculteit Politieke Wetenschappen (later stapte ze over naar de Faculteit Filologie). Na het eerste jaar aan de universiteit zag Françoise een advertentie in de krant France Soir voor een auditie voor jonge zangers en ze werd geselecteerd. 
Françoise Hardy tekende haar eerste contract met het platenlabel Disques Vogue in november 1961. In april 1962, kort nadat ze eindexamen had gedaan, verscheen haar eerste album Oh oh Chéri, met het titellied geschreven door Johnny Hallyday's schrijfduo. Het nummer Tous les garçons et les filles werd een groot succes en er werden er 2 miljoen van verkocht. Ze had lang haar en droeg meestal jeans met een leren jasje en begeleidde zichzelf op de gitaar. De internationale impact van Tous les garçons et les filles, alsmede die van Hardy's uiterlijk en presentatie, leidde ertoe dat de zangeres medio jaren zestig door sommigen werd gepresenteerd als 'Frankrijks antwoord op The Beatles'.
Hardy zong soms in het Engels, Italiaans, Spaans of Duits. In 1963 vertegenwoordigde ze Monaco bij het Eurovisiesongfestival met L'amour s'en va en bereikte de vijfde plaats. In 1968 ontving ze de Grand Prix du Disque Académie Charles Gros.
In januari 1968 trad ze op te Ravels in België. Haar optreden werd gefilmd door de BRT, de voorloper van de VRT.
Lange tijd was ze het gezicht van de modehuizen van Paco Rabanne, Yves Saint Laurent, Courrège en de verpersoonlijking van de schoonheidsnormen van de jaren 1960. Na een succesvolle rol in de film Grand Prix tekende ze een contract bij de platenmaatschappij Warner Bros.
In 1974 nodigde de beroemde astroloog Jean-Pierre Nicola haar uit om met hem samen te werken, ze werd een deskundige astroloog en presenteerde acht jaar lang astrologische programma's op Radio Monte Carlo.
In mei 2000 had ze een comeback met het album Clair Obscur. Haar zoon speelde gitaar en haar man zong het duet Puisque vous partez en voyage. Iggy Pop en Étienne Daho deden ook mee.

## Persoonlijk
In 1981 trouwde Hardy met haar oude vriend en collega Jacques Dutronc, met wie ze vanaf 1967 een relatie had en in 1973 een zoon kreeg, Thomas Dutronc. Vanaf 1988 woonden ze apart; Hardy in Parijs en Dutronc in Monticello, Corsica. In 1991 kreeg Hardy tot verdriet van Dutronc een nieuwe relatie, maar zij bleven tot het eind van haar leven getrouwd.
Hardy blijft een van de best verkopende zangers in de Franse geschiedenis en wordt beschouwd als een iconisch en invloedrijk figuur in zowel de Franse pop als de mode. In 2006 ontving zij de Grande médaille de la chanson française, een prijs uitgereikt door de Académie française, als erkenning voor haar muzikale carrière.
Hardy leed aan lymfeklierkanker en strottenhoofdkanker. Op 11 juni 2024 overleed ze op 80-jarige leeftijd in het American Hospital in Neuilly, waar ze vier dagen eerder was opgenomen.

## Boek
In 2008 bracht Françoise Hardy een autobiografie uit: Le désespoir des singes ... et autres bagatelles, uitgegeven door Robert Laffont, Parijs (ISBN 978-2-221-11163-5), in het Nederlands verschenen als De autobiografie (een roemrijk vrouwenleven) (2009, Nijgh & Van Ditmar, ISBN 978 90 388 9298 6).

## Albums uitgebracht in Frankrijk
- Tous les garçons et les filles (1962)
- Le Premier Bonheur du jour (1963)
- Mon amie la rose (1964)
- L’Amitié (1965)
- In English (1966)
- La maison où j'ai grandi (1966)
- Ma jeunesse fout le camp… (1967)

## Bekendste liedjes
- Le Temps de l'amour (1962)

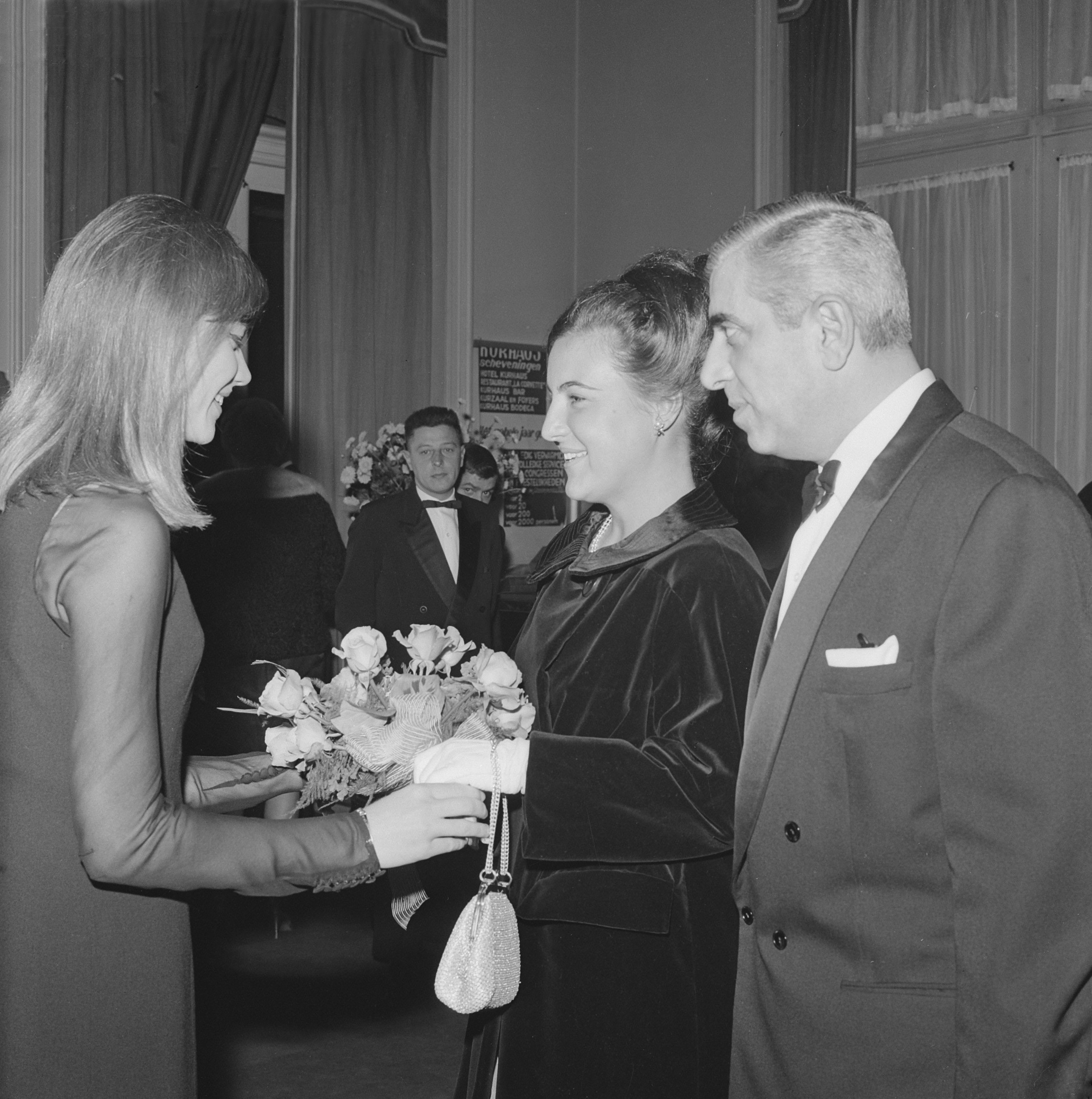
Françoise Hardy en prinses Margriet bij het Grand Gala du Disque in het Kurhaus in Scheveningen, 12 oktober 1963

- Tous les garçons et les filles (1962)
- J'suis d'accord (1962)
- L'amour s'en va (1963)
- Only friends / Ton meilleur ami" (1964)
- Mon amie la rose (1964)
- All Over The World / Dans Le Monde Entier (1965)
- La maison où j'ai grandi (1966)
- L'amitié (1966)
- Voila (1967)
- Comment te dire adieu (1968, tekst van Serge Gainsbourg)
- Suzanne (1969, naar het gelijknamige lied van Leonard Cohen)
- Message personnel (1973), later ingezongen door Willeke Alberti als Als je komt dan zal ik thuis zijn
- Noir sur blanc (2010)

## Muziek in films
- Haar lied L'amitié wordt gespeeld in de Franse film The Barbarian Invasions (Les Invasions barbares) van regisseur Denys Arcand. De film won een Academy Award in 2003 voor beste buitenlandse film.
- Tous les garçons et les filles wordt gespeeld in de Britse film Metroland (1997) en in de film The Dreamers (2003).
- Le temps de l'amour wordt gespeeld in de film Moonrise Kingdom (2012) en werd gebruikt voor het televisieprogramma Taboe (2018).

## Trivia
- Bob Dylan bracht in 1964 een album uit met de titel Another Side of Bob Dylan. Op de achterkant van de hoes staat een gedicht waarin aan Hardy wordt gerefereerd: for françoise hardy / at the seine's edge / a giant shadow / of notre dame.[4]

## Discografie

### Albums
- Tous les garçons et les filles (1962)
- Le Premier Bonheur du jour (1963)
- Mon amie la rose (1964)
- L'Amitié (1965)
- Françoise Hardy Sings in English (1966)
- La maison ou j'ai grandi (1966)
- Ma jeunesse fout le camp... (1967)
- Comment te dire adieu ? (1968)
- En Anglais (1969)
- Soleil (1970)
- La Question (1971)
- Et si je m'en vais avant toi (1972)
- If You Listen (1972)
- Message personnel (1973)
- Entr’acte (1974)
- Star (1977)
- Musique saoule (1978)
- Gin tonic (1980)
- A suivre... (1981)
- Quelqu’un qui s’en va (1982)
- Décalages (1988)
- Le Danger (1996)
- Clair-obscur (2000)
- Tant de belles choses (2004)
- Parenthèses... (2006)
- La Pluie sans parapluie (2010)
- L'Amour fou (2012)
- Personne d'autre (2018)

### Singles
| Single met eventuele hitnotering(en) in de Nederlandse Top 40 | Datum van verschijnen | Datum van binnenkomst | Hoogste positie | Aantal weken | Opmerkingen |
| ------------------------------------------------------------- | --------------------- | --------------------- | --------------- | ------------ | ----------- |
| Tijd voor Teenagers Top 10                                    |                       |                       |                 |              |             |
| Tous les garçons et les filles                                | 1963                  | 30-11-1963            | 4               | 6            |             |
| Only friends                                                  | 1964                  | 22-08-1964            | 10              | 1            |             |
| La maison où j'ai grandi                                      | 1966                  |                       | tip             |              |             |
| Comment te dire adieu                                         | 03-1969               |                       | tip             |              |             |

### NPO Radio 2 Top 2000
Tot en met 2015 stond Tous les garçons et les filles genoteerd in de Top 2000.

| Nummer met noteringen in de NPO Radio 2 Top 2000 | '99 | '00 | '01  | '02  | '03 | '04 | '05 | '06 | '07 | '08 | '09 | '10  | '11  | '12  | '13  | '14  | '15  |
| ------------------------------------------------ | --- | --- | ---- | ---- | --- | --- | --- | --- | --- | --- | --- | ---- | ---- | ---- | ---- | ---- | ---- |
| Tous les garçons et les filles                   | 868 | 901 | 1163 | 1455 | 587 | 706 | 624 | 644 | 874 | 695 | 808 | 1021 | 1158 | 1161 | 1301 | 1504 | 1723 |

1. ↑  Een vetgedrukt getal geeft de hoogste notering aan.
2. ↑  Deze tabel is bijgewerkt tot en met de laatste editie (2024).

## Filmografie (geselecteerd)
- 1963 Château en Suêde door Roger Vadim
- 1965 Une balle au cœur door Jean-Daniel Pollet
- 1966 Grand Prix door John Frankenheimer